# Siurgus Donigala
Siurgus Donigala (Seurgus Donigala in sardo) è un comune italiano di 1 816 abitanti della città metropolitana di Cagliari, nella subregione della Trexenta.

## Storia
Area abitata fin dall'epoca nuragica, nel medioevo appartenne al Giudicato di Cagliari e fece parte della curatoria di Siurgus, della quale Siurgus fu capoluogo prima di Mandas. Alla caduta del giudicato (1258) passò ai pisani e quindi agli Aragonesi, che ne fecero un feudo, incorporato nel 1604 nel ducato di Mandas, appartenente prima ai Maza e poi ai Tellez-Giron. A questi ultimi fu riscattato nel 1839 con la soppressione del sistema feudale.
Fino al 1927 erano presenti due differenti comuni, Siurgus (CC I764) e Donigala (CC D343). Il 23 gennaio 1927 venne firmata l'unificazione tra i due enti a firma del podestà Biddau e del segretario Aristide Loi: al comune unificato venne dato il nome di Littoria; tale nome venne contestato dalla prefettura e con un ricorso che venne vinto venne stabilito di mantenere i due nomi unificandoli in Siurgus Donigala con apposita firma del re Vittorio Emanuele III, del capo del governo Mussolini e dal Guardasigilli Rocco il 29 luglio del 1927.

### Simboli
Lo stemma e il gonfalone del comune di Siurgus Donigala sono stati concessi con decreto del presidente della Repubblica del 9 gennaio 2004; il motto è stato concesso con successivo D.P.R. del 15 luglio 2004.
Sotto lo scudo, su lista bifida e svolazzante di azzurro, il motto Die XXIX Iulii MCMXXVII coniunctio nostra in lettere maiuscole di nero. Ornamenti esteriori da Comune.»
Il gonfalone è un drappo di giallo.

## Società

### Evoluzione demografica
Abitanti censiti

### Lingue e dialetti
La variante del sardo parlata a Siurgus Donigala è il campidanese occidentale.

### Tradizioni e folclore

#### I ceri di Donigala
Un elemento di grande importanza storica e culturale che viene ancora oggi praticato, è indubbiamente il rito dell'offerta del cero a Santa Maria di Montserrat, il 7 e l'8 settembre, in quella che è anche la festa della Natività di Maria.
L'origine della festa è molto probabilmente bizantina, ed è comune alle altre offerte del cero sarde (la Festa di Sancta Maria di mezo gosto di Iglesias, la Faradda di li Candareri di Sassari, sa Essida de sos Candhaleris di Nulvi e i Candelieri di Ploaghe), nonostante non si svolga in occasione della Dormizione e Assunzione di Maria, ma piuttosto per la sua Natività.
Nonostante si possa concretamente ipotizzare che l'origine della festa risalga al Medioevo, probabilmente al XIV secolo, i documenti più antichi fino ad oggi studiati risalgono uno al 1768 e l'altro al 1800. Il primo di essi tramanda gli acquisti di cera effettuati dalla Confraternita del Santo Rosario di Donigala, finalizzato proprio alla realizzazione dei ceri votivi.
Il cero ad oggi più antico risale circa al 1600, ed è quello che viene offerto alla Santa Morenita di Montserrat. Vi sono poi circa una cinquantina di ceri, risalenti alle epoche successive, rigorosamente realizzati in cera vergine, offerti dagli abitanti del luogo.
Oltre a questi ceri, vi sono poi altri tre ceri offerti dalle comunità di Dolianova, di Nurri e di Orroli: ciascuno di questi ceri è simbolo di legame fra la comunità offerente e il centro di Donigala.